# Kapelle Stretense

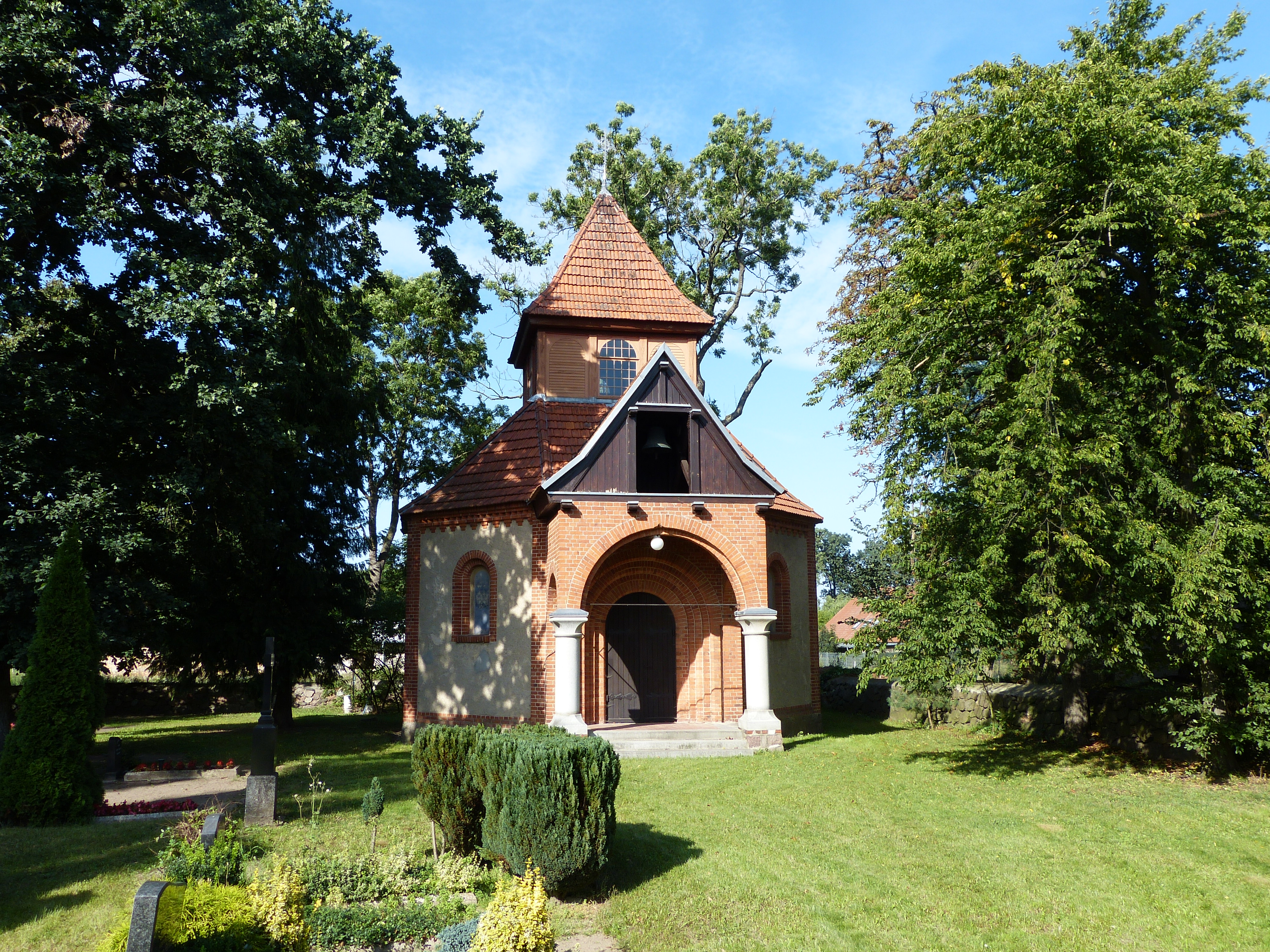
Kapelle Stretense

Die Kapelle Stretense ist ein Kirchengebäude in Stretense, einem Ortsteil der Stadt Anklam im Landkreis Vorpommern-Greifswald. Sie gehört zur Kirchengemeinde Wusseken in der Propstei Pasewalk im Pommerschen Evangelischen Kirchenkreis der Evangelisch-Lutherischen Kirche in Norddeutschland.

## Geschichte
Die Kapelle wurde 1909 nach dreimonatiger Bauzeit fertiggestellt. Die Kosten  betrugen rund 9000 Mark. Anlass war die Hochzeit von Irmgard von Heyden-Linden, der Tochter des Stretenser Gutsbesitzers Carl von Heyden-Linden (1851–1919), mit Leopold von Gerlach († 1948), am 18. Mai 1909. Erst am 27. Juni desselben Jahres erfolgte die Einweihung. Rittmeister von Heyden-Linden schenkte sie der Preußischen Landeskirche, zu deren Kirchenprovinz Pommern die zuständige Kirchengemeinde Wusseken-Schwerinsburg gehörte.
2009 wurde die Kapelle umfassend saniert.

## Gebäude und Ausstattung
Der achteckige Zentralbau in neuromanischen Formen mit steinsichtiger Gliederung ist fensterlos. Das Licht dringt durch die Fenster des rechteckigen laternenartigen Dachturms mit Pyramidenhelm ins Innere. Im Vorbau des Eingangs, der von zwei Granitsäulen getragen wird, hängt die Kirchenglocke. Der Altar befindet sich in einer angedeuteten Apsis, die mit Sternen auf blauem Grund bemalt ist.
Zwei 1927 entstandene Wandgemälde zeigen die Anbetung der Könige und den Einzug in Jerusalem. Sie stammen vom Maler Johannes Sass, dem Ehemann einer Freundin der damaligen Gutsherrin Margot von Heyden-Linden. Ihre Gesichtszüge gab er der Figur der Maria, während er ihren Mann Bogislav von Heyden-Linden (1895–1960) als einen der drei Könige darstellte.